# だるまやグループ
だるまやグループは、外食産業を営む新潟県の企業、株式会社だるまやが展開するラーメン店チェーンのグループ。

## 概要
だるまやはラーメン専門店『ちゃーしゅうや武蔵』『だるまや』などを経営し、だるまやグループを形成している。
店舗数は2020年1月時点で36店舗。
新潟ではラーメンブーム以前よりラーメンを提供しており、一般の認知度が高い。
『ちゃーしゅうや武蔵』のチャーシューは、2019年度、2020年度のモンドセレクションで金賞を受賞している。
2014年には、経営陣と幹部による内部抗争が起こり、幹部が次々と独立して競合するラーメン店を立ち上げる事態が起こっている。

## 沿革
- 1980年（昭和55年） - 創業者の相原廣がうどん屋「琴平」を立ち上げ、ほどなくして「だるまや1号店」を開店、ラーメン事業に参入する[6]。
- 2013年（平成25年）2月 - 経営権が、創業オーナーから、長野県上田市に本社を置くマテュリティに譲渡される[7]。

## 主なブランド
2020年3月現在の主なブランドは以下の通り。
- だるまや
- ラーメン万人家
- ラーメン亭吉相
- ちゃーしゅうや武蔵
- ラーメン亭一兆
- ラーメン亭孔明
- ダルマ食堂
- 麺や大舎厘
- ごはんが美味い大福家